# Shannon Kook
Shannon Kook (Johannesburgo; 9 de febrero de 1987) es un actor sudafricano.

## Biografía
Kook nació en Johannesburgo, Sudáfrica. Hijo de padre mauriciano de origen chino y madre sudafricana. Se mudó para asistir a la Escuela Nacional de Teatro de Canadá donde estudió arte dramático, para posteriormente ingresar en la compañía teatral The Forbidden Phoenix, donde hizo sus primeros trabajos profesionales.
Debutó en 2009, en un episodio de la serie de televisión Being Erica. Tuvo una participación protágonica en Degrassi: The Next Generation que lo tuvo ocupado entre 2010 y 2011. En 2013, Kook participó en la película de terror El conjuro, dirigida por James Wan y protagonizada por Patrick Wilson y Vera Farmiga, y en sus secuelas El conjuro 2 y El conjuro 3.

## Filmografía

### Cine
| Año  | Título                                 | Papel                | Notas            |
| ---- | -------------------------------------- | -------------------- | ---------------- |
| 2012 | Requiem For Romance                    | Yun                  | Voz              |
| 2013 | The Conjuring                          | Drew Thomas          |                  |
| 2013 | Empire of Dirt                         | Ángel                |                  |
| 2013 | Hunting Season                         | Jason                |                  |
| 2013 | Holidaze                               | Karl                 | Telefilme        |
| 2014 | The Dependables                        | Vic Skinner          |                  |
| 2014 | Dirty Singles                          | Ian                  |                  |
| 2015 | Dark Places                            | Trey Teepano (joven) |                  |
| 2015 | A Christmas Horror Story               | Dylan                |                  |
| 2016 | The Conjuring 2                        | Drew Thomas          |                  |
| 2017 | Goliath                                | Dylan Watters        |                  |
| 2018 | La Monja                               | Drew Thomas          | Fotos de archivo |
| 2021 | The Conjuring: The Devil Made Me Do It | Drew Thomas          |                  |

### Televisión
| Año           | Título                        | Papel                  | Notas                           |
| ------------- | ----------------------------- | ---------------------- | ------------------------------- |
| 2009          | Being Erica                   | Kendrick Kwan          | Episodio: "Cultural Revolution" |
| 2009          | The Border                    | Yuan Doa               | Episodio: "Kiss and Cry"        |
| 2009          | Cra$h & Burn                  | Benny                  | Episodio: "The Boss is Coming"  |
| 2010          | Durham County                 | David Cho              | 5 episodios                     |
| 2010-2011     | Degrassi: The Next Generation | Zane Park              | 19 episodios                    |
| 2010-2011     | Baxter                        | Deven Phillips         | 10 episodios                    |
| 2010          | Aaron Stone                   | Crudge                 | 2 episodios                     |
| 2011          | Rookie Blue                   | Pete Sun               | Episodio: "God's Good Grace"    |
| 2012          | XIII: The Series              | Victor Gong            | 2 episodios                     |
| 2015-2016     | Carmilla                      | Theodore "Theo" Straka | 6 episodios                     |
| 2017          | Shadowhunters                 | Duncan                 | 3 episodios                     |
| 2018-2021     | The 100                       | Jordan Jasper Green    | 17 episodios                    |
| 2023–presente | Reacher                       | Tony Swan              |                                 |